# Akinari Kawazura
Akinari Kawazura (født 3. maj 1994) er en japansk fodboldspiller, som spiller for den japanske fodboldklub Omiya Ardija.